# Lars van Meijel
Lars van Meijel (12 juni 1994) is een Nederlandse golfprofessional. Hij is lid van de Eindhovensche Golf.

## Amateur
Van Meijel speelde drie keer voor het jong-Oranje team op het Europees Landen Team Kampioenschap. Ook haalde hij in 2012 de kwartfinale bij het Italiaans Amateur en speelde dat jaar de Talihade Cup in Argentinië.
In 2013 won hij zowel de Trompbeker (NK Strokeplay U21) op de Noord-Nederlandse Golf Club als het NK Strokeplay Heren op Golfclub Houtrak. In de Verenigde Staten won hij z'n eerste college golf toernooi, het Muscle Shoal Creek intercollegiale.  Ook zijn derde toernooi, het Bridgestine Golf Collegiate, werd gewonnen. In juni 2014 won Van Meijel het Brabants Open waardoor hij aan het KLM Open mocht meedoen. Later dat jaar vertegenwoordigt Van Meijel Nederland bij de Eisenhower Trophy in Japan. In het naseizoen van 2015 wint Lars van Meijel het Pinetree Intercollegiate en na een zeer goed college seizoen kwalificeert hij zich in 2016 voor het Europese Palmer Cup team. Met het Europese team wint Van Meijel in juni 2016 op Formby bij Liverpool van het Amerikaanse team.
Later dat jaar speelt Van Meijel het KLM Open en neemt hij namens Nederland deel aan het WK in Mexico.

## Professional
Eind 2016 stapt Van Meijel over naar de professionals en bereikt op Q school van de Europese tour de second stage. Voor de Alps tour verovert hij een volle kaart. Na een vierde plaats in z'n eerste toernooi wint hij het tweede toernooi in Egypte. Na nog een tweede plaats en enkele top 10-noteringen eindigt hij op de vierde plek in de jaarranking wat promotie naar de Challenge Tour betekent. In 2018 en 2019 speelt Lars de Challenge Tour. Hij mist in 2019 slechts één keer de cut en met 1 winst, 1 top 3 notering en 1 top 10 notering eindigt hij op de 19e plaats in de overall ranking. Via de Qualifying School weet Lars eind 2019 de felbegeerde European Tour kaart binnen te halen.

## Palmares
Individueel amateur
- 2013: Trompbeker, NK Strokeplay, Muscle Shoal Creek collegiate , Bridgestone Collegiate
- 2014: Brabants Open
- 2015: Pinetree Intercollegiate

In teamverband amateur
- ELTK boys: 2010, 2011, 2012,
- ELTK heren: 2013, 2014, 2015, 2016
- Eisenhower Trophy: 2014, 2016
- Palmer cup team 2016

Professional
- 2017: Red Sea Little Venice Open (Alps Tour)
- 2019: Miralbelle d'Or (Alps Tour), Hopps Open (Challenge Tour)